# Nghĩa Hồng, Nghĩa Hưng
Nghĩa Hồng là xã thuộc huyện Nghĩa Hưng, tỉnh Nam Định, Việt Nam.

## Địa giới hành chính
Xã Nghĩa Hồng nằm ở khu vực trung tâm của huyện Nghĩa Hưng, thuộc tả ngạn sông Đáy;
- Phía bắc giáp xã Nghĩa Lạc, huyện Nghĩa Hưng.
- Phía đông giáp các xã Nghĩa Lạc và Nghĩa Phong, huyện Nghĩa Hưng;
- Phía nam giáp xã Nghĩa Phú, huyện Nghĩa Hưng;
- Phía tây giáp các xã Hồi Ninh và Chất Bình, huyện Kim Sơn, tỉnh Ninh Bình (ranh giới tự nhiên là sông Đáy).